# ISO 3166-2:MY
Die Liste der ISO-3166-2-Codes für  Malaysia enthält die Codes für die 13 Bundesstaaten und drei Bundesterritorien.

Die Codes bestehen aus zwei Teilen, die durch einen Bindestrich voneinander getrennt sind. Der erste Teil gibt den Landescode gemäß ISO 3166-1 (für  Malaysia MY), der zweite den Code für die Bundesstaaten und Bundesterritorien wieder.
Die aktuellen Codes stehen auf der Seite der ISO unter #iso:code:3166:MY zur Verfügung.

## Kodierliste

Bundesstaaten und Bundesterritorien in Malaysia

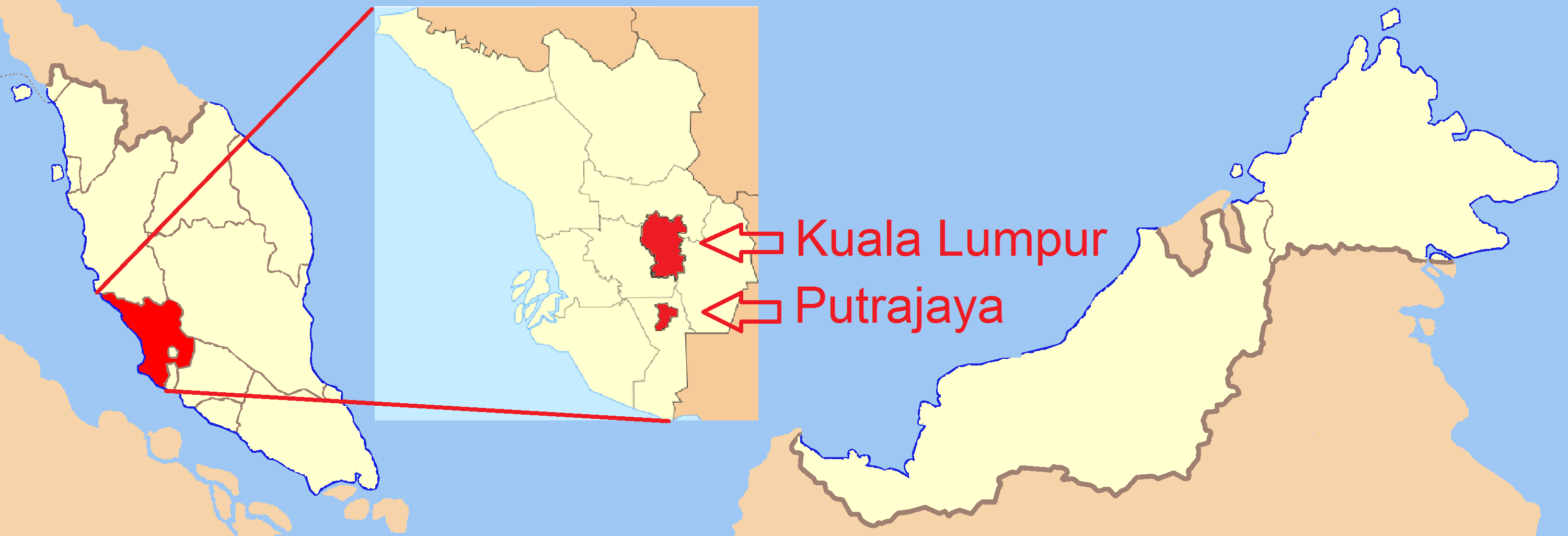
Lage der beiden Bundesterritorien im Bundesstaat Selangor

| Bundesstaat Territorium * | Code    |
| ------------------------- | ------- |
| Johor                     | MY-01   |
| Kedah                     | MY-02   |
| Kelantan                  | MY-03   |
| Malakka                   | MY-04   |
| Negeri Sembilan           | MY-05   |
| Pahang                    | MY-06   |
| Penang                    | MY-07   |
| Perak                     | MY-08   |
| Perlis                    | MY-09   |
| Sabah                     | MY-12   |
| Sarawak                   | MY-13   |
| Selangor                  | MY-10   |
| Terengganu                | MY-11   |
| Kuala Lumpur              | MY-14 * |
| Labuan                    | MY-15 * |
| Putrajaya                 | MY-16 * |